# Incident de l'Il-76 d'Airstan

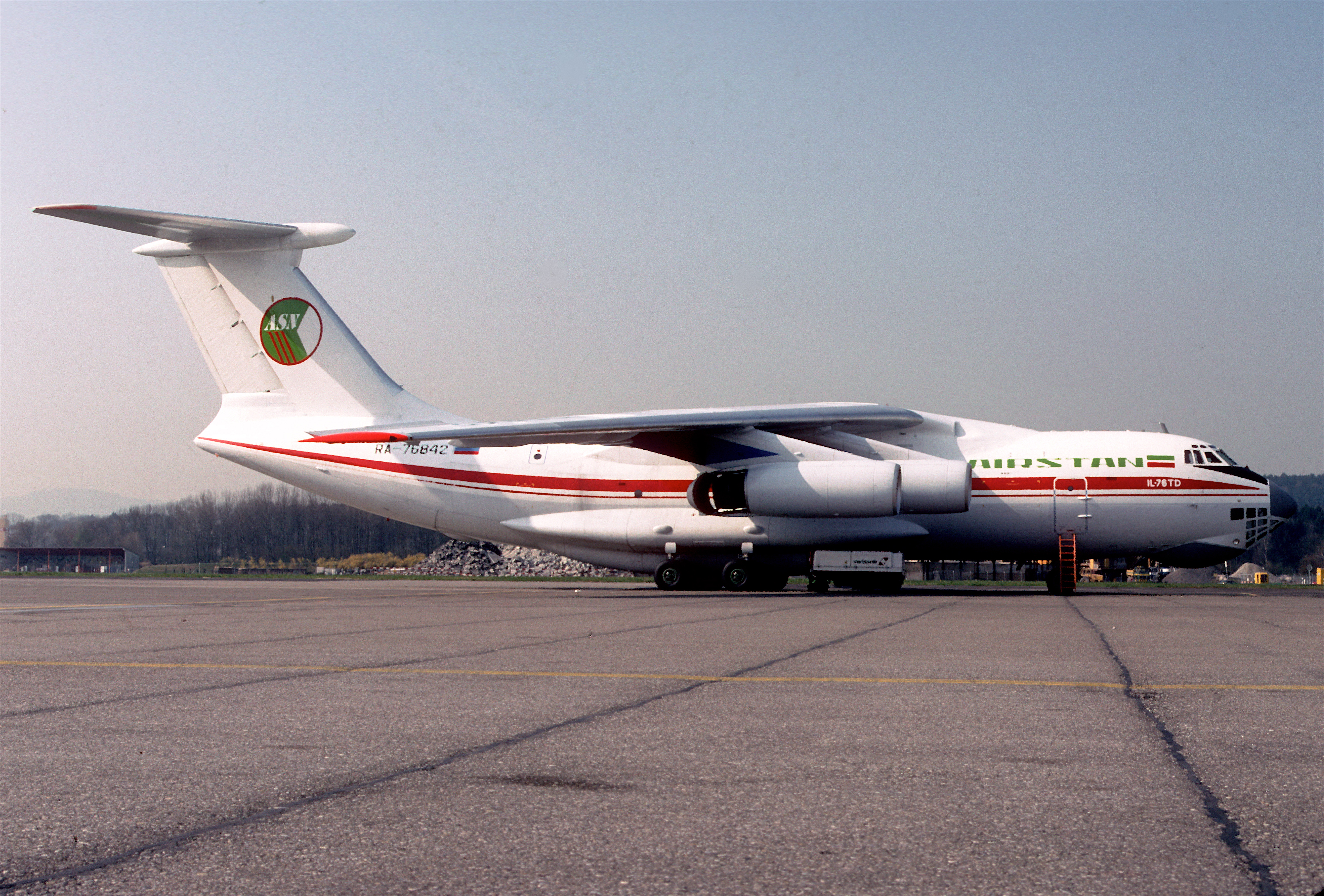
L'Il-76TD Airstan utilisé lors de l'évasion.

L'incident de l'Il-76 d'Airstan est un incident international impliquant la Russie et l'Afghanistan gérée par les Taliban en 1995 et 1996.
Le 3 août 1995, des avions de combat contrôlés par les Taliban interceptent un avion de transport Iliouchine Il-76TD Airstan , avec sept ressortissants russes à bord, le forçant à atterrir sur l'aéroport international de Kandahar occupé par les Taliban. Les hommes sont retenus prisonniers pendant plus d'un an avant de s'évader, après avoir maîtrisé leurs ravisseurs, ils reprennent possession de leur avion, et décollent vers leur liberté.

## Contexte
En 1995, l'Afghanistan est en état de guerre civile. À la fin de 1994, le mouvement taliban émerge de Kandahar et, au début de 1995, prend le contrôle de la majeure partie du pays au sud de Kaboul, forçant d'autres groupes afghans à abandonner le territoire. En août 1995, l'équipage russe de l'Iliouchine Il-76 travaille pour la société Airstan basée au Tatarstan, qui loue à son tour son avion à Rus Trans Avia Export, une société russe basée à Charjah, aux Émirats arabes unis. À bord de l'avion se trouvent des ressortissants russes : Vladimir Sharpatov (en) (commandant de bord), Gazinur Khairullin (deuxième pilote), Alexander Zdor (navigateur), Askhad Abbyazov, Yuri Vshivtsev, Sergei Butuzov et Viktor Ryazanov. Ils transportent   30 tonnes  d'armes depuis l'Albanie pour les livrer au président afghan assiégé Burhanuddin Rabbani,.

## Capture et captivité
Le 3 août 1995, un avion MiG-21 de l'armée de l'air talibane force l'avion russe à atterrir à Kandahar,. Les négociations entre le gouvernement russe et les talibans pour libérer les hommes bloquent pendant plus d'un an et les efforts du sénateur américain Hank Brown pour servir de médiateur entre les deux parties échouent à cause d'un échange de prisonniers. Les talibans déclarent qu'ils libéreront les aviateurs si les russes libèrent les afghans détenus par le gouvernement russe. Cependant, les russes nient détenir des citoyens afghans. Le sénateur Brown réussit à faire accepter aux talibans que l'équipage russe soit autorisé à entretenir son avion. Cette demande ouvre la voie à leur évasion.

## Fuite
Les russes planifient leur évasion pendant plus d'un an. Lorsque Hank Brown obtient des visites de leur avion pour tout l'équipage, ils font secrètement non seulement l'entretien de routine, mais le préparent pour voler. À chaque voyage, l'équipage est gardé par six gardes talibans, mais le 16 août 1996, la moitié des gardes quitte l'équipage pour les prières de l'après-midi. Saisissant l'occasion, les Russes maîtrisent les gardes restants et le pilote parvient à démarrer un moteur à partir du groupe auxiliaire de puissance (lui-même démarré avec une batterie). Avec un moteur en marche, les trois autres peuvent facilement être mis en route. L'avion, avec les sept membres d'équipage à bord, roule rapidement vers la piste. Les talibans tentent de bloquer la piste avec un camion de pompiers mais l'avion réussit à décoller en évitant l'obstacle. Les évadés quittent rapidement l'espace aérien contrôlé par les talibans et se dirigent vers les Émirats arabes unis. L'évasion de l'équipage est accueillie avec enthousiasme et soulagement par les Russes, le président russe Boris Eltsine téléphone aux membres d'équipage pour les féliciter alors qu'ils se rendent en Russie à bord d'un avion du gouvernement russe.

## Statut actuel de l'appareil

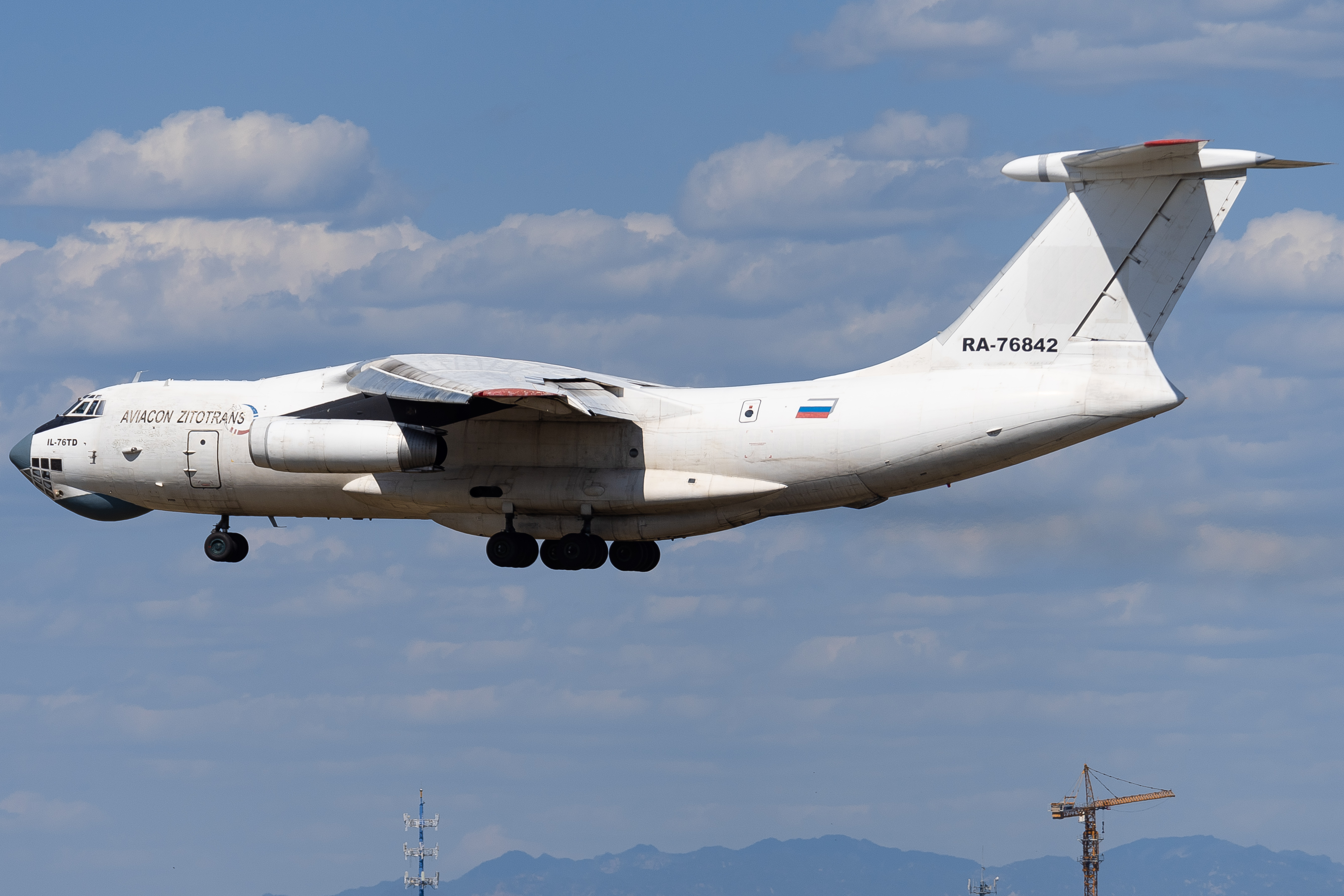
L'appareil atterrit à l'aéroport international de Pékin en 2021

En novembre 2019, l'Iliouchine Il-76TD impliqué dans l'évasion, le RA-76842, est toujours en service, mais est désormais exploité par Aviacon Zitotrans (en).